# Rampage (film, 2018)
Rampage är en amerikansk science fiction och monsterfilm från Warner Bros. släppt 2018. Den är baserad på datorspelet med samma namn från Midway Games. Filmen bygger på ett manus av Ryan Engle, Carlton Cuse, Ryan J. Condal och Adam Sztykiel. För regin står Brad Peyton och i rollerna ses  Dwayne Johnson, Naomie Harris, Malin Åkerman, Jake Lacy, Joe Manganiello och Jeffrey Dean Morgan. 
Dwayne Johnson spelar huvudrollen som primatologen Davis Okoye som tvingas samarbeta med George, en västerländsk låglandsgorilla med albinism. Tillsammans med den väldiga genmodifierade gorillan försöker Okoye stoppa två andra muterade djur från att förstöra Chicago.
Filmen är det tredje samarbetet i ordningen mellan Peyton och Johnson, efter Journey 2: The Mysterious Island (2012) och San Andreas (2015). Den var den sista av Warner Bros. filmer som finansierades av Access Entertainment och RatPac-Dune Entertainment, eftersom samarbetet med RatPac avbröts i samband med att anklagelser om sexuella trakasserier riktats mot bolaget som senare gick i konkurs.
Inspelningen började i april 2017 i Chicago. Filmen släpptes i USA den 13 april 2018 av Warner Bros. pictures i 2D, RealD 3D och IMAX. Filmen drog in över 428 miljoner dollar globalt.

## Rollista
- Dwayne Johnson som Davis Okoye
- Naomie Harris som Kate Caldwell
- Malin Åkerman som Claire Wyden
- Jeffrey Dean Morgan som Harvey Russell
- Jake Lacy som Brett Wyden
- Joe Manganiello som Burke
- Marley Shelton som Kerry Atkins
- P.J. Byrne som Nelson
- Demetrius Grosse som överste Blake
- Jack Quaid som Connor
- Breanne Hill som Amy
- Matt Gerald som Zammit
- Will Yun Lee som Agent Park
- Urijah Faber som Garrick

### Gorillorna
Jason Liles spelade in motion capture-sekvenserna för gorillan George. Övriga gorillors rörelser agerades av Vincent Roxburgh, samt Skye och Willow Notary.

## Produktion
Warner Bros. förvärvade rättigheterna till arkadspelet Rampage från 1986 i samband med att man förvärvade Midway Games 2009 för 33 miljoner dollar. Efter att Dwayne Johnson erhållit huvudrollen 2015 tillsattes Brad Peyton som regissör och producent.

### Visuella effekter
För majoriteten av de visuella effekterna stod Weta Digital som hade tidigare erfarenhet av filmproduktion från King Kong och Rise of the Planet of the Apes, liksom uppföljarna Dawn and War. Motion capture-coachen Terry Notary gjorde ett avbrott från produktionen av Avengers: Infinity War för att hjälpa Jason Liles att i rollen som George.
Andra VFX-företag som Hydraulx, Scanline VFX och UPP bidrog med animationer till filmen. 

## Musik
Musiken komponerades av Andrew Lockington och var kompositörens fjärde samarbete med regissören Brad Peyton. Låten "The Rage" som spelas under eftertexterna spelades in för filmen av Kid Cudi. Soundtracket släpptes digitalt den 13 april 2018 av WaterTower Music.

## Distribution
Rampage hade premiär i 3D och på IMAX en vecka tidigare än planerat, den 13 april 2018. Tidigareläggningen skedde som en respons på attAvengers: Infinity War hade tidigarelagt sin premiär till 27 april, för att lämna mer utrymme mellan de båda actionfilmerna.
Filmen släpptes i Digital HD den 26 juni 2018 och på 4K UHD, Blu-ray 3D, Blu-ray och DVD den 17 juli 2018. År 2022 hade försäljningen av filmen på DVD- och Blu-ray-skivor i Nordamerika dragit in uppskattningsvis över 36 miljoner dollar.

### Utmärkelser
Rampage nominerades till tre Teen Choice Awards 2018 för bästa science-fictionfilm och för bästa skådespelare (Dwayne Johnson och Naomie Harris).